# Rue de Cléry
La rue de Cléry est une rue du 2e arrondissement de Paris.

## Situation et accès
Les stations de métro les plus proches sont :
- Bonne-Nouvelle (lignes 8 et 9) ;
- Strasbourg - Saint-Denis (lignes 4, 8 et 9) ;
- Sentier (ligne 3).

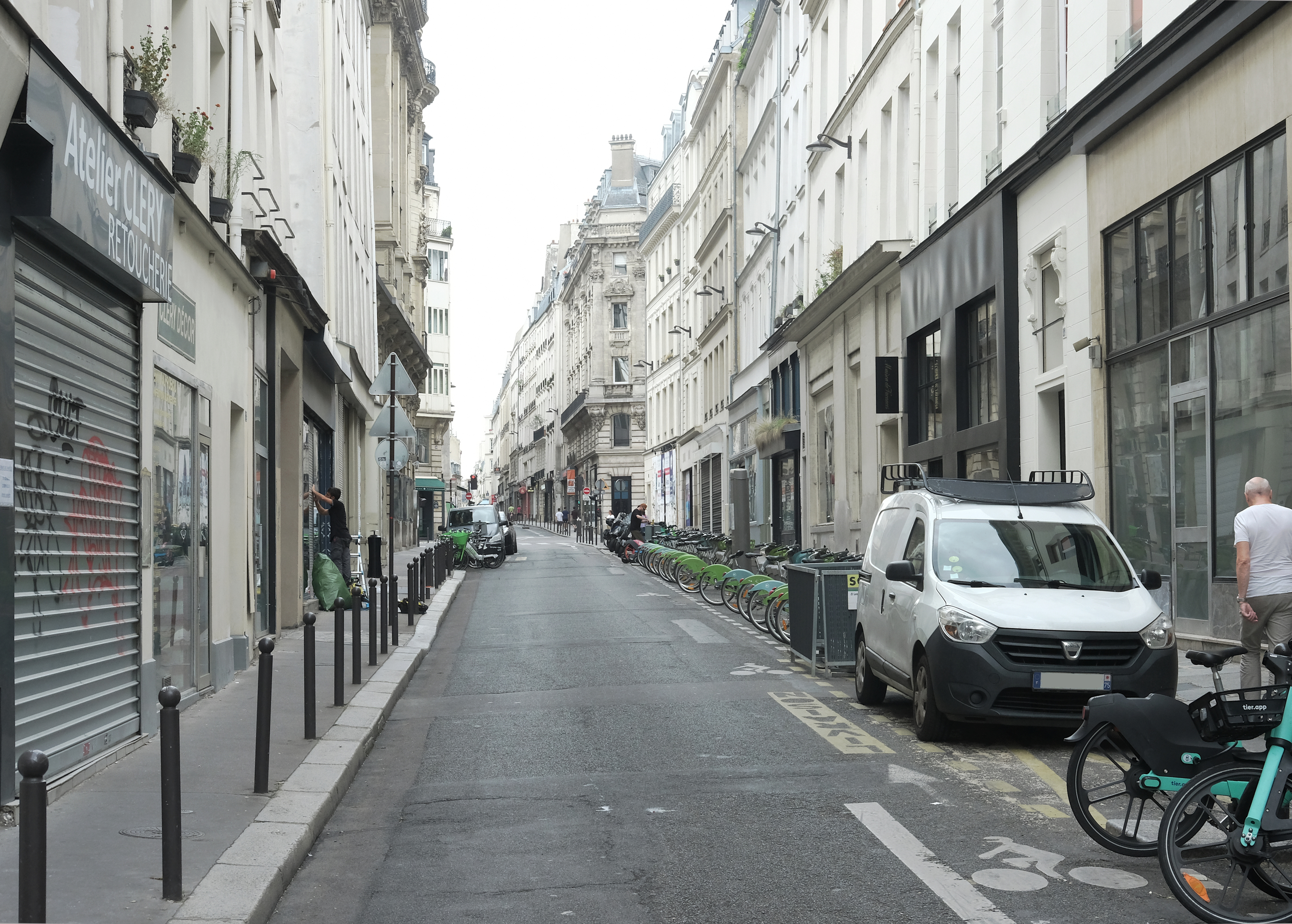
Rue de Clery vue depuis la rue Montmartre.
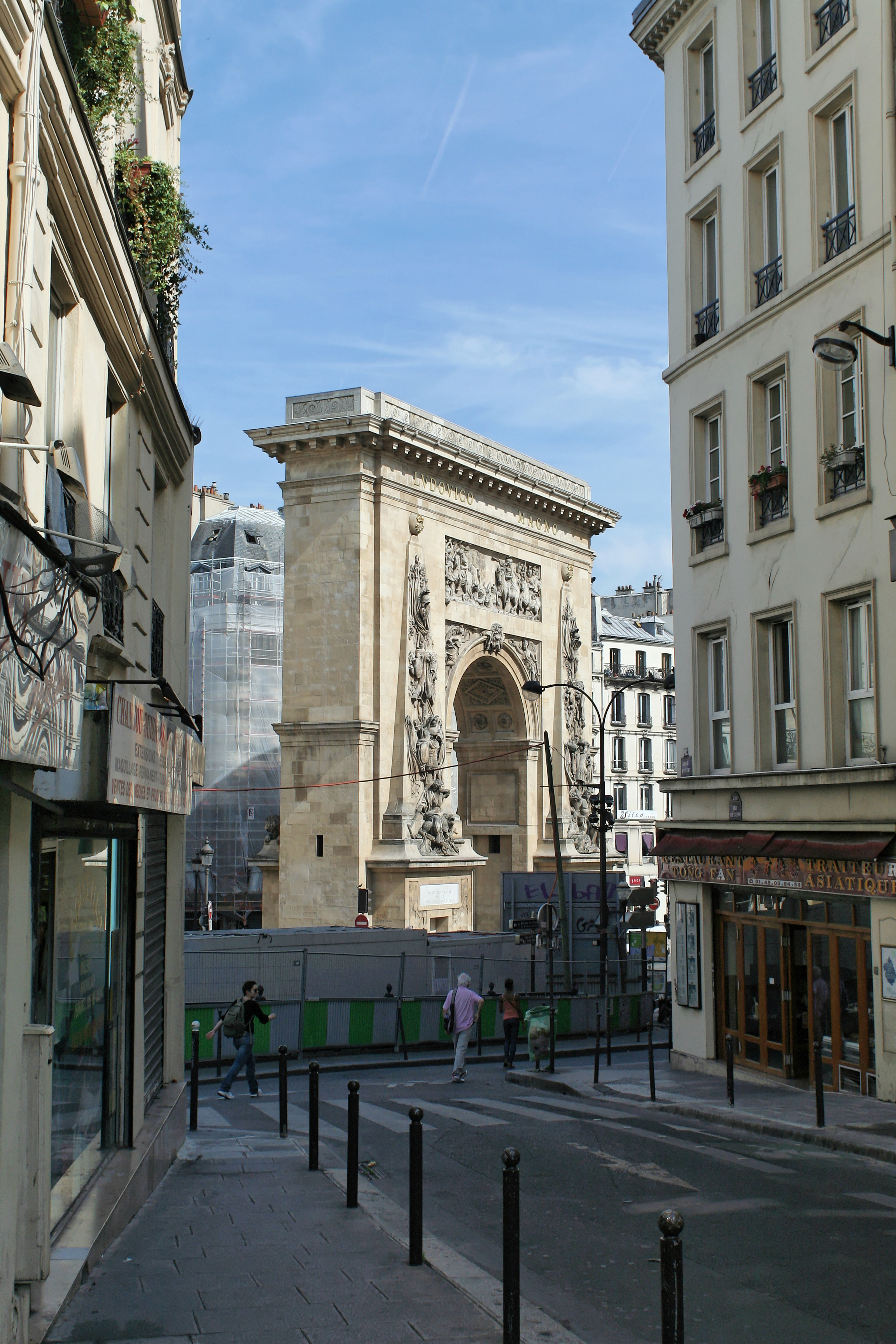
L'extrémité nord de la rue, vers la porte Saint-Denis.

## Origine du nom
Son nom lui vient de l'hôtel de Cléry, dont il est fait mention en 1540, et dont les dépendances aboutissaient alors aux fossés de la ville.

## Historique
La rue de Cléry correspond au chemin longeant les fossés côté campagne de l'enceinte de Charles V, et permettait d'aller de la porte Montmartre à la porte Saint-Denis. Le chemin se prolonge dans le même axe vers le sud-ouest par l'actuelle rue du Mail (en direction de la porte Saint-Honoré).
Lors de la démolition du mur (l'actuelle rue d'Aboukir en longeait le pied) et le comblement des fossés (espace entre la rue de Cléry et la rue d'Aboukir) en 1633-1634, le chemin est transformé en rue, rue qui est reliée au reste de la Ville par des perpendiculaires (rue Chénier, rue Saint-Philippe, rue des Petits-Carreaux et rue Thévenot).
La rue a d'abord été appelée au XVIIe siècle le « chemin des Gravois » (la Butte-aux-Gravois était un dépotoir de déchets), la partie orientale (du croisement avec la rue Poissonnière jusqu'au boulevard de Bonne-Nouvelle) s'est d'ailleurs appelée la « rue Mouffetard » (à cause de l'odeur des ordures) au début du XVIIIe siècle.

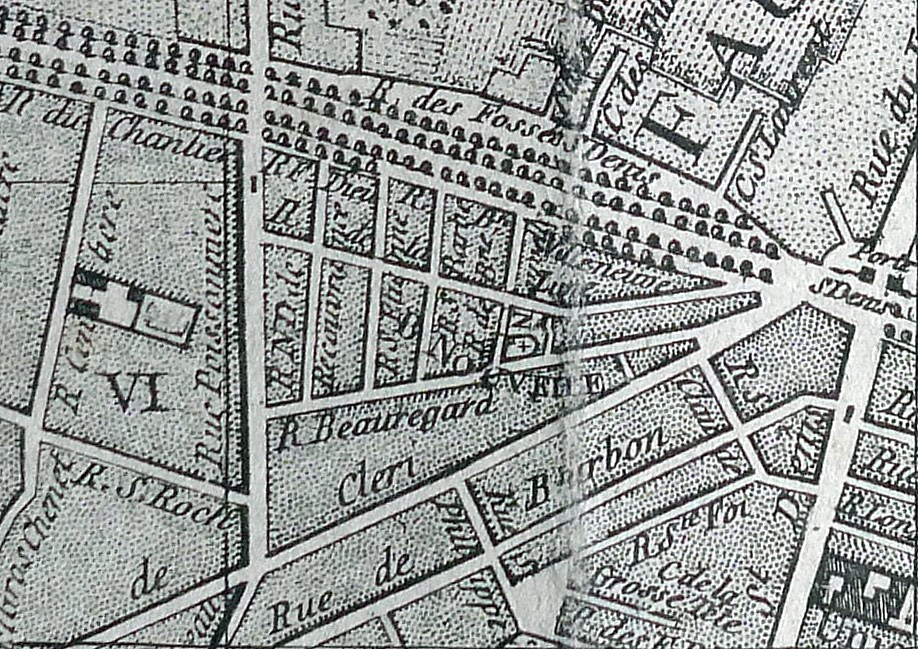
Quartier de Bonne-Nouvelle en 1760 (plan de Vaugondy).
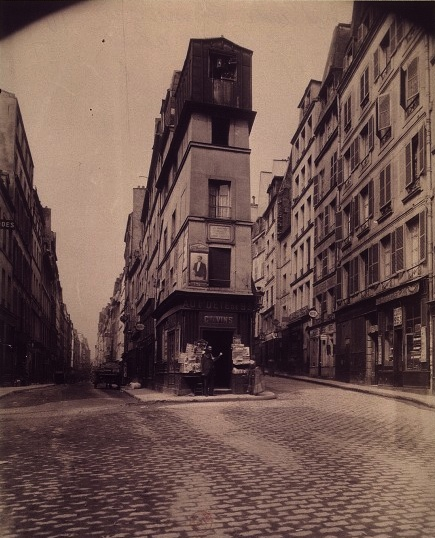
Rue de Cléry (à gauche), photographie d'Eugène Atget (juin 1907).
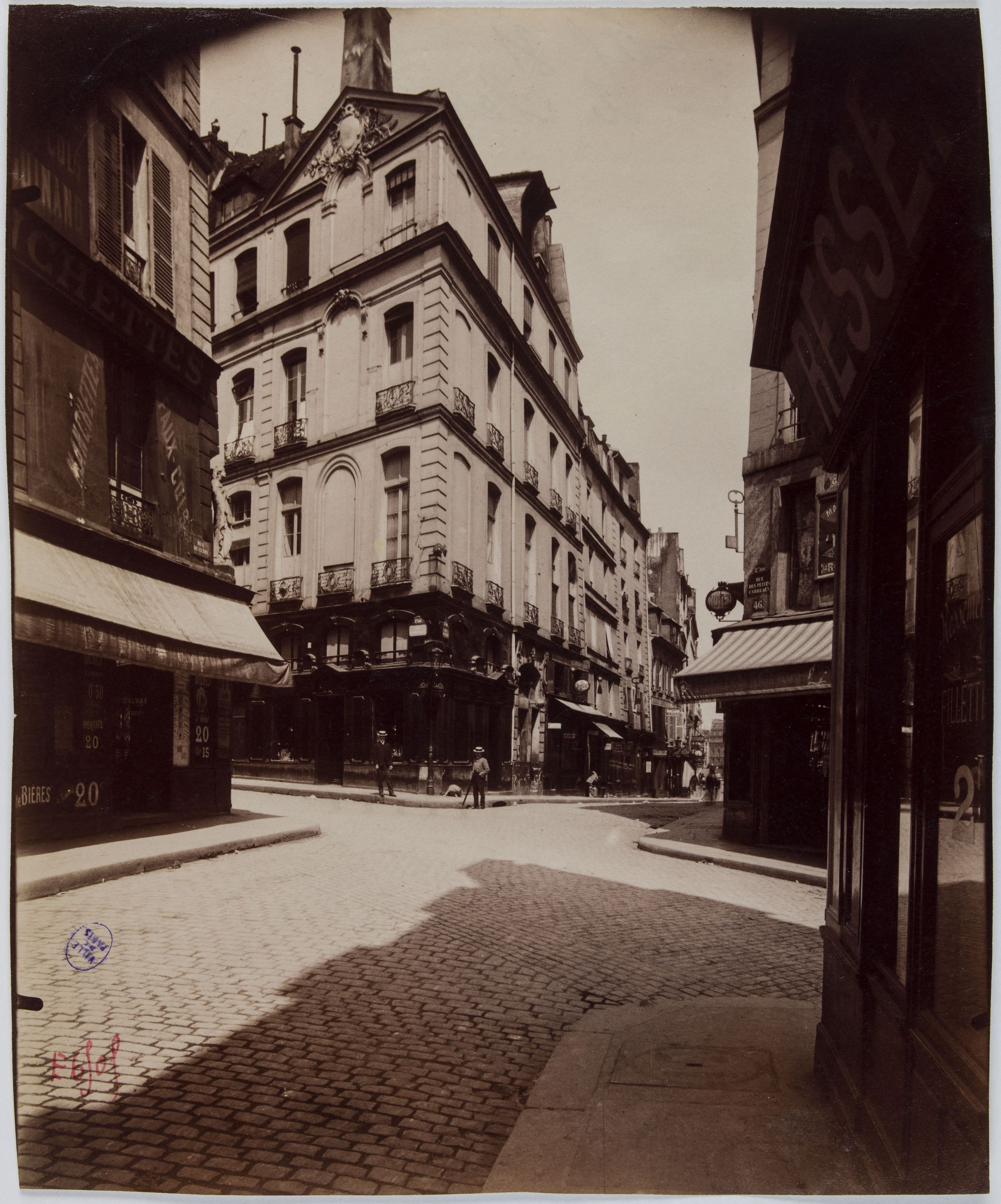
Ancien hôtel, 31 rue de Cléry.

## Bâtiments remarquables, et lieux de mémoire
- C'est dans cette rue que se trouvait un petit établissement, débit de boissons, où fut fondée fin 1868 la goguette des Enfants d'Apollon.
- Pierre Corneille a habité cette rue de 1665 à 1681, rue qu'il quitta pour habiter rue d'Argenteuil où il mourut en 1684[1].
- L'amiral de Vence y a habité également.
- Philippe de Cuisy (1691-1779), fermier général de 1744 à 1764, habita dans cette rue. Il contribua dans des proportions différentes des 64 autres fermiers généraux à l'édition dite des Fermiers généraux de 1762 par Joseph Gérard Barbou, à Paris, des Fables de La Fontaine.
- Henri-Joseph Thüring de Ryss, général de brigade de la Révolution française, librettiste et auteur dramatique français, y habita en 1794.

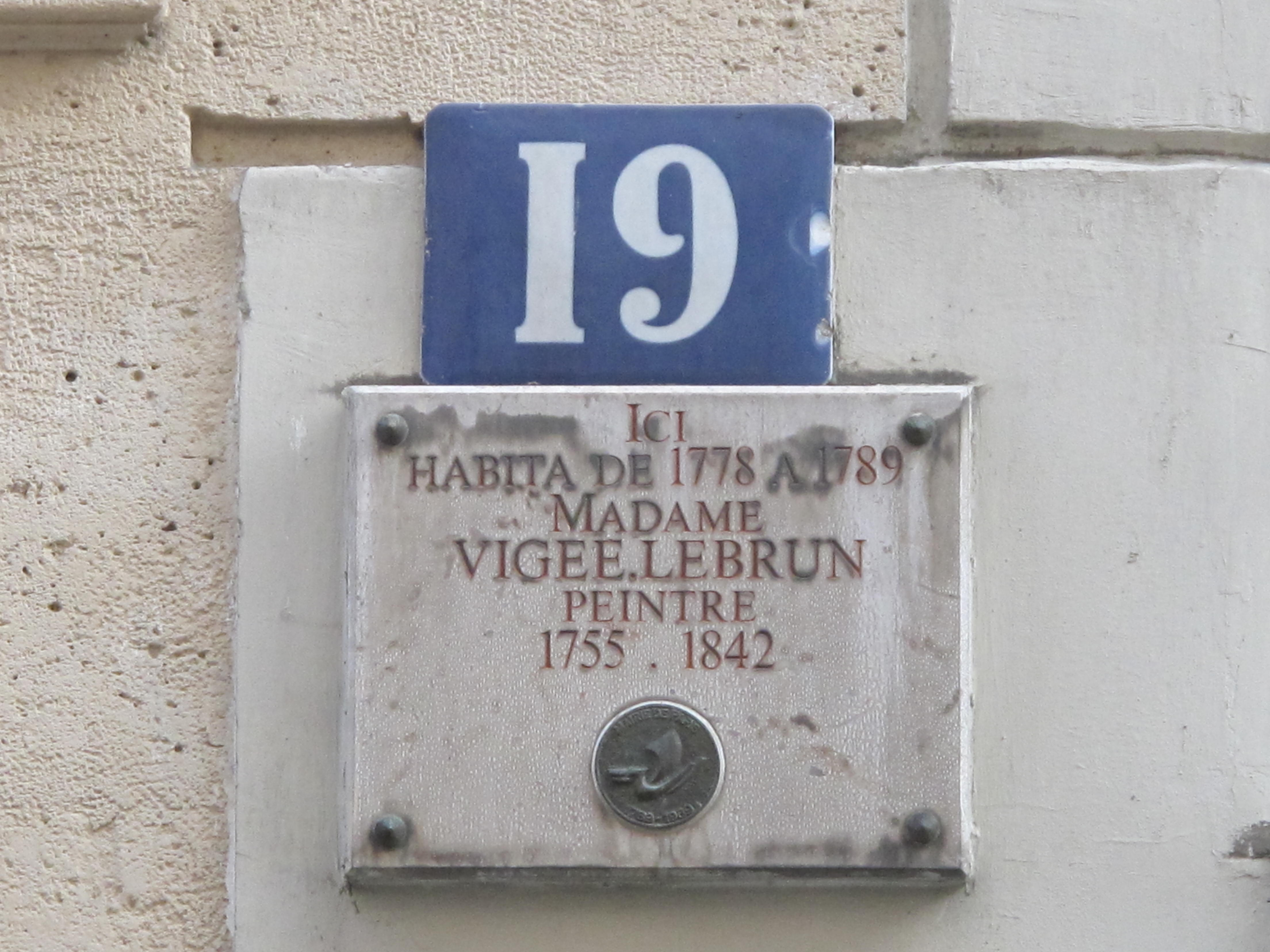
No 19, plaque Vigée-Lebrun.

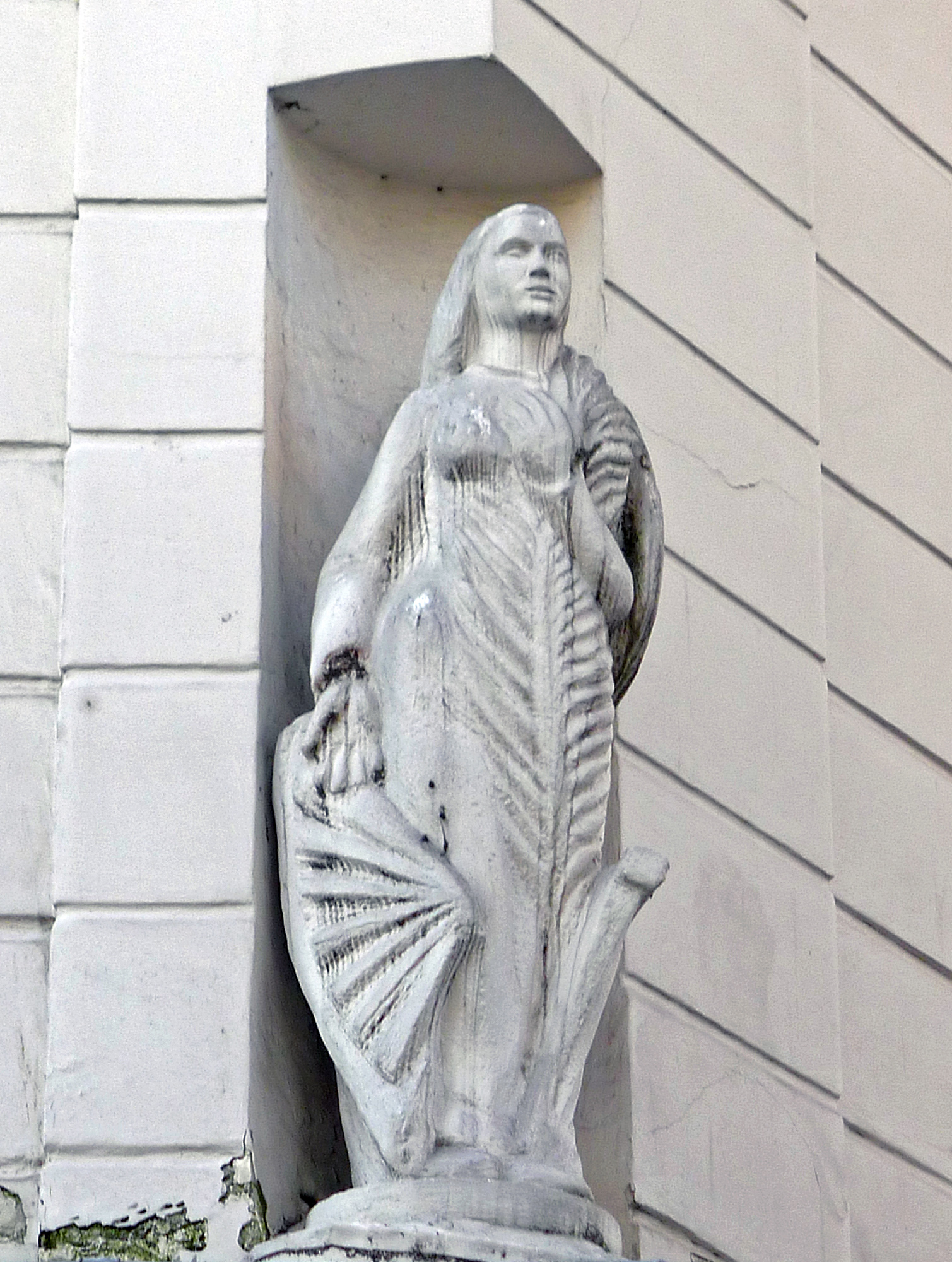
No 29, niche avec statue de sainte Catherine.

- No 4 bis : fut le siège de l'hebdomadaire Samedi Soir, aujourd'hui disparu.
- Nos 19-21 : ici s'élevait au XVIIe siècle l'hôtel particulier de Robert Poquelin (v.1630-1715), dit Le Jeune, prêtre et docteur en Sorbonne, curé de l'Église Saint-Sauveur, docteur en théologie de la maison de Navarre, doyen de la Faculté de Paris[2], dont le jardin de son hôtel particulier allait jusqu'à la rue du Gros-Chenet à hauteur du no 4. En 1700, l'abbé Robert Poquelin fait donation de son hôtel à Louis de Lubert (1676-1740), Président à mortier au Parlement de Paris, et amateur de musique [3], qui le divise en appartements qui y verront entre autres: monsieur le marquis de Pezay, le peintre François-Guillaume Ménageot, et le marchand de tableau Lebrun. En 1775, Élizabeth Vigée s’installe avec sa mère, son frère et son beau-père dans l’ hôtel de Lubert[4].. Elle y fait la connaissance de Pierre Lebrun (1748-1813), marchand de tableaux, qui lui fait découvrir sa galerie d’art. Le 11 janvier 1776, elle épouse dans l’intimité Pierre Lebrun. En 1778, le couple Lebrun achète l’ hôtel de Lubert aux héritiers de cette famille. De 1784 à 1785, le couple décide d'agrandir leur hôtel en faisant construire un second bâtiment au fond du jardin par l'architecte Jean-Arnaud Raymond (1739-1811) qui va prendre le nom d' hôtel Lebrun et ouvrira au no 4 de la rue du Gros-Chenet. L'architecte Jean-Arnaud Raymond est également chargé d’agrandir l’ancien hôtel de Lubert et réalise une salle destinée à la vente de tableaux. L’hôtel est relié par un escalier à une salle circulaire couverte d’une coupole lui offrant ainsi un éclairage zénithal. Des gradins surmontés d'arcades en plein cintre, elles-mêmes surmontées de rideaux entourent cette grande salle, lui donnant un aspect de théâtre antique. Pendant la Révolution, l’Église Notre-Dame-de-Bonne-Nouvelle de Paris étant fermée, la salle Lebrun est réquisitionnée pour la célébration de mariages et de baptêmes. Puis elle sert de salle de concert et disparait finalement au cours du XIXe siècle. Plus aucune trace n’en subsiste aujourd’hui[5] , [6]
- No 23 : Bibliothèque juive contemporaine
- No 29 : 
  - statue de sainte Catherine à l'angle de la rue Poissonnière ;
  - Jacques Necker habita de 1766 à 1789 dans l'hôtel Le Blanc. Son épouse, Suzanne Curchod, y tenait un salon littéraire réputé. Madame de Staël naquit à cette adresse, en 1766[7].
- No 56 : sur la façade, les médaillons représentant Napoléon III sont la reproduction des médailles reçues par la coutellerie Hamon lors de l’exposition universelle de 1855. L’enseigne de l’établlissement, spécialisé dans le matériel destiné aux coiffeurs et aux barbiers, subsiste sous la forme d’une paire de ciseaux[8].
- No 97 : maison du poète André Chénier (1762-1794)[9]. L'édifice, est situé au croisement avec la rue Beauregard ; une plaque sur la façade indique « pointe Trigano »[10]. Il est considéré comme l'immeuble d'habitation le plus étroit de Paris[11].

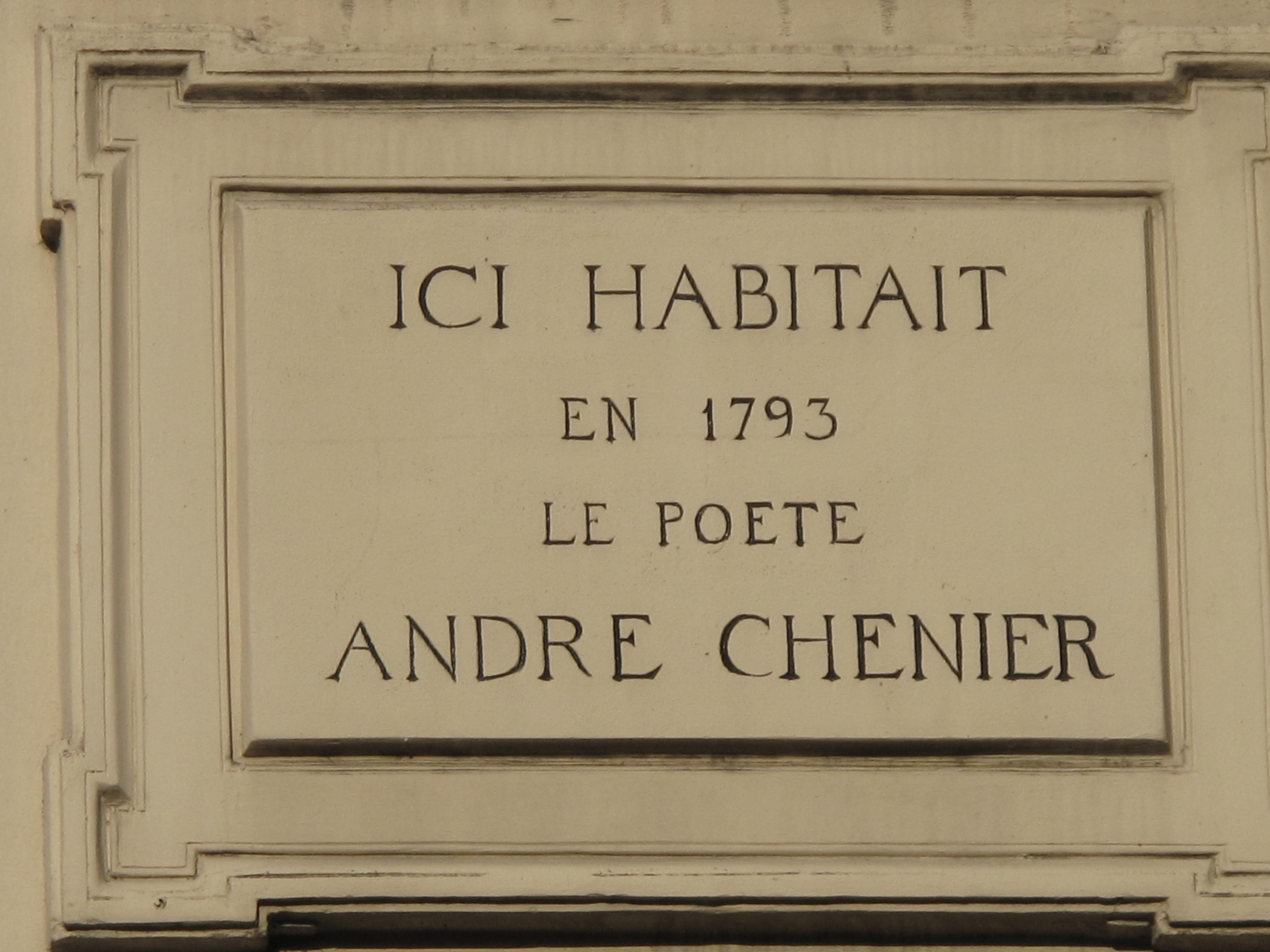
Plaque au no 97.
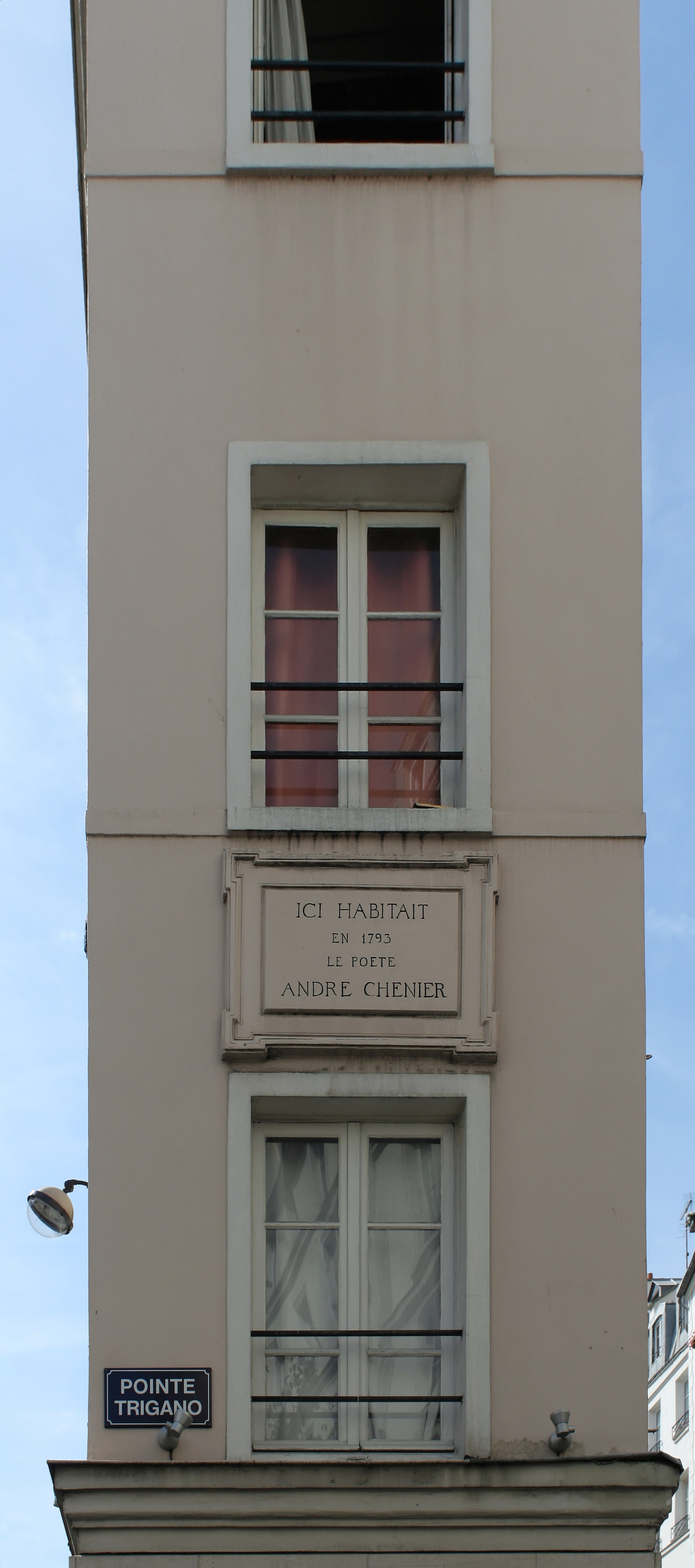
Plaque de la ville de Paris Pointe Trigano

## Pour approfondir